# Asspera
Asspera es una banda argentina de heavy metal autodefinida como «la primera y más importante banda de metal bizarro, conformada por músicos de renombre de la escena del metal nacional que prefieren ocultar su identidad tras máscaras y pseudónimos».
Su estilo musical es variado, fluctuando entre el heavy metal al hard rock sumado a líricas humorísticas que relatan anécdotas entre lo escatológico, lo extravagante, lo incoherente y mensajes de protesta frente a la sociedad argentina, los gobiernos y las desgracias humanas. Desde sus comienzos en el año 2000, han lanzado diez discos de estudio y dos EP.

## Biografía

### Primeros años yBizarra actitud de seguir con vida(2006-2009)
No abundan documentos sobre la primera etapa de la banda, aunque existe un documental en su canal de YouTube. En su sitio oficial declaran que la formación original consistió en Roberta "Beta" Carla en bajo, Rodrigo Santamaría (alias Richar Asspero) en voz, Julián Barrett (alias Rockardo Asspero) en guitarra y Kiko Proxen en batería hasta la llegada de Pit Barret (alías 3,14 Jota) y Gerónimo Pastore (alías Mario Lauro Santillán) como bajista y baterías definitivos respectivamente, lanzando su primer disco Bizarra actitud de seguir con vida en el 2006 y debutando en vivo el 8 de agosto de 2008. Sin embargo, es sabido entre sus más antiguos seguidores que varios músicos han pasado por sus filas hasta la consolidación de la formación clásica y que la banda se presentó en vivo en anteriores ocasiones con una estética aun inmadura, como en el 2007 en el marco de los Heavy Metal Radio Awards en el Hotel Bauen.
Su primer gran recital fue el 8-8-8 en El Teatrito, tocando para 500 personas, es en esta fecha en la que presentan la totalidad del disco entre otras sorpresas, como shows de estríperes y músicos invitados, costumbre que repetirían años posteriores. En diciembre del mismo año repiten la experiencia en Super Rock, presentando su show After Chabán. En este caso, se destaca la presentación de su clásico «Partiendo cabezas» y la invitación del músico Benigno Escalante para realizar una versión bizarra de «The Final Countdown».

### Hijo de puta(2010), partida de Mario Lauro yPija(2011)
Luego de cuatro años, lanzan de manera independiente pero por el sello Don't Pay Music su segundo álbum, Hijo de puta. Disco que marca la madurez musical alcanzada, evidenciada en un sonido más fresco, más cercano al speed metal que el groove metal de su primer álbum, y un cambio en la temática de las letras, abundando las críticas sociales y las quejas a la frustrada rutina en detrimento de las anécdotas humorísticas. El disco es todo un éxito dejando clásicos como «Hijo de puta», «Gambeta», «Ni la pija te queda hermano» y «Berrinche y cuenta nueva», además de multiplicar la cantidad de fanes producto de la difusión en medios reconocidos como la radio Rock & Pop y MuchMusic. El disco dejó como secuela el primer videoclip producido por la banda, perteneciente al cover de «El hijo de Cuca» de Pocho La Pantera; en este video comienzan a gestarse los personajes icónicos de la banda como "El Rubio Salvaje" (Leo Asspero), un travesti grosero que marcará el inicio de una cultura dentro de sus seguidores relacionada con los travestis, más tarde se le sumaría su compañero Trav Zombie (Terro Asspero). 
La presentación del disco fue el 10 de octubre de 2010, en El Teatro de Colegiales para 1000 personas. En esta fecha debuta de manera sorpresiva el baterista Nicogollo Muñón (Nicolás Polo) como reemplazo de Mario Lauro, quien se encontraba ausente por razones no reveladas, y además se destaca la participación especial de Pocho La Pantera al momento de cerrar el recital. A pesar de la euforia post-show, a pocos días del recital, el 16 de octubre, fallece Gerónimo Pastore (quien encarnaba a Mario Lauro y también integrante de la banda Cirse) producto de un cáncer. Este hecho deja devastados a los otros integrantes de la banda, quienes mantenían una fuerte relación de amistad con el baterista. Sin embargo, lejos de separarse, deciden recordarlo con su música y deciden lanzar su tercer disco, titulado Pija. 
Pija [argentinisimo para "pene"]; fue lanzado en septiembre de 2011, si bien fue concebido como un disco de larga duración, fue mutando hasta convertirse en un EP de cuatro temas, conformado por los temas «Pija», «Directo al Tacho», «Me voy a hacer pipi» (cover de una canción infantil de Flavia Palmiero) y «Pogo al corazón», tema dedicado especialmente en memoria de su fallecido amigo. Estos dos últimos temas tuvieron un videoclip oficial.
El EP fue presentado el 12 de diciembre de 2011 en el Teatro de Colegiales para casi 2000 personas.

### Viaje al centro de la verga(2012) yCada Vez Más Pelotudos(2014)
A comienzos de 2012, la banda anuncia la grabación de su cuarto álbum Viaje al centro de la verga, que continuaría la línea compositiva de Pija. El álbum fue lanzado en octubre del mismo año demostrando un sonido aún más brutal que el disco anterior, con pocos temas lentos, riffs demoledores y letras que se apartan aún más que en Hijo de Puta de la intención humorística, denotando un profundo descontento en el momento de crisis política que atraviesa al país. Aun así, el disco fue recibido con aceptación y fue presentado el 1 de diciembre de 2012 en el Microestadio Malvinas Argentinas para alrededor de 6000 personas, convirtiéndose en el show más grande que ha dado la banda hasta el momento.
A partir de entonces la banda ha dado una serie de shows a lo largo del país y saca más tarde el álbum de estudio Cada Vez Más Pelotudos que sale a mediados del 2014, y fue presentado nuevamente en el Microestadio Malvinas Argentinas el 8 de noviembre de 2014, en el show más grande que dio la banda hasta entonces.

### Actualidad (Desde 2016)
En 2016, la banda lanza Incogibles, un disco en el cual reversionan clásicos anteriores utilizando otros géneros musicales (Rap, punk, pop, folklore, etc.). Al año siguiente lanzan La c0ncha de Dio$. En medio de esos años realizan memorables recitales en el Teatro Vorterix y el Teatro Flores (en 2018 lanzan un disco en vivo del recital en este último teatro titulado Live in Villa la Verga). 
En 2019 lanzan Glandes Éxitos, un álbum de covers de canciones populares argentinas (entre ellas "Don" de Miranda!, con la participación del vocalista de dicho dúo, Ale Sergi).
En 2020, con la llegada de la pandemia, los planes que tenía la banda para futuras canciones y recitales se truncaron (entre ellos, un concierto con El Bananero, que finalmente se llevaría a cabo en 2022). A pesar de eso, logran realizar un concierto por internet a fines de 2020, y en 2021 lanzan su disco Garcha2 x to2 la2.
Desde 2020 hasta la actualidad, continúan volviendo a la normalidad, realizando conciertos en forma seguida, y lanzando varios singles: El ganzo (junto a El Bananero), Lloviendo Estrellas (junto a Cristian Castro), La Mano de Dios (junto a Kapanga), y Muchachos (ya ganamos la tercera).
En 2023 comienzan su primer tour luego de la cuarentena, que recibió el nombre de "Andá pa' allá" Tour (en referencia a la popular frase de Lionel Messi en el Mundial de Catar en 2022). La gira abarcó  a Buenos Aires, Neuquén, Santa Cruz, entre otras ubicaciones a lo largo y ancho de la Argentina. También tocaron en Montevideo (Uruguay).
A partir del 2024, y para ir anunciando su nuevo disco "Crónica de una Verg4 Anunciada", la banda comienza su "Verganflación" Tour (con destinos similares a los de la gira pasada). La noche del 24 de mayo de 2024, publican el adelanto de su nuevo disco: una canción que le da nombre a su nuevo álbum. Al adelanto le siguieron El Uróloco, Sin Garantía y Hombre Vencido (esta última canción, junto a Emiliano Coroniti).
A partir del 2025 inician con su tour El Pogo es Salud (donde por primera vez, tocarán en España e Italia)

## Discografía

### Álbumes de estudio
- Bizarra actitud de seguir con vida (2006)
- Hijo de puta (2010)
- Viaje al centro de la verga (2012)
- Cada vez más pelotudos (2014)
- Incogibles (2016)
- La c0ncha de Dio$ (2017)
- Glandes éxitos (2019)
- Garcha2 X To2 La2 (2021)
- Crónica de una Verga anunciada (2025)

### EP
- Pija (2011)

### Álbumes en vivo
- Live in Villa La Verg4 (2018)

### Sencillos
- El ganzo feat. El Bananero
- La mano de Dios feat. Kapanga
- Muchachos (ya ganamos la tercera)
- Lloviendo estrellas feat. Cristian Castro
- Crónica de una Verg4 Anunciada
- El Uróloco
- Sin Garantía
- Hombre Vencido feat. Emiliano Coroniti

## Videografía
- Gorda puerca (2006)
- El hijo de Cuca (2010)
- Me voy a hacer pipí (2011)
- Pogo al corazón (2012)
- ¿Quién se ha tomado todo el vino? (2012)
- Patada en los huevos (2013)
- Los piratas (2014)
- Habilitá la cerveza! (2015)
- La poneta (2015)
- Hermandades de fierro (2016)
- Berrinche y cuenta nueva (Balada) (2016)
- Gorda puerca (Rap) (2016)
- La c0ncha de Dio$ (2017)
- El Cazita (2017)
- Tarifazo (2017)
- ¿Mi voto vale? (2017)
- Marolio (2017)
- Cada vez más pelotud0s (2017)
- La del Diego (2018)
- Locomia (2018)
- El perro que todo lo mira (2019)
- La motito de Carlitos (original de Mala Fama) (2019)
- Don ft. Ale Sergi (2020)
- Ni la pij4 te queda hermano (2020)
- El Ganzo ft. El Bananero (2020)
- Cag0n (2021)
- Caigo a los pedazos (2021)
- En la inmensidad (2021)
- Vecinos de mierd4 (2022)
- Mi bebito fiu fiu (2022)
- La puntita (2022)
- Lloviendo estrellas ft. Cristian Castro (2023)
- Si ya se! (2023)
- La poneta (2023)
- El peaje más caro del mundo (2024)
- Crónica de una verg4 anunciada (2024)
- Rotopercutor (2024)
- Sin garantía (2024)
- Hombre Vencido ft. Emiliano Coroniti (2024)

## DVD
- Asspera 8.8.8: Nuestro DVD de mierda (2008)
- El ritual del pueblo (2012)
- Bizarro es ser uno mismo (2013)
- Sin depender de nadie (2016)
- Flores para la cuarentena (2020)
- De la verg4 a la luna (2022)

## Miembros

### Miembros actuales
- Ríchar Asspero (Rodrigo Santamaría) - voz
- Rockardo Asspero (Julián Barrett) - guitarra
- 3,14 Jota (Pit Barrett) - bajo
- Nicogollo Muñón (Nicolás Polo) - batería

### Miembros adicionales
La banda presenta numerosos miembros tanto en vivo como en estudio y la grabación de sus videos, que participan de la percusión alternativa y el entretenimiento del público
- El Tumba - percusión, coros.
- Raiden / El Oso - percusión, coros.
- El Rubio Salvaje / Batman Asspero (Leonardo Ibáñez) - Guitarra, coros, entretenimiento en vivo y videoclips
- Trav Zombie / Terro Asspero - Coros, entretenimiento en vivo y videoclips.
- Buitre / Dino Garca / Joey Alberto Satriani (Jorge Axos) - Coros, entretenimiento en vivo y videoclips
- Tarja Turunen / Susanna Asspera - Voces, coros, entretenimiento en vivo y videoclips.
- El Bananero - invitado en voces y coros en El ganzo.

### Miembros anteriores
- Mario Lauro Santillán †- batería
- Kiko Proxen - batería
- Roberta, Beta, Carla - bajo